# Nestier
Nestier (okzitanisch: Nestièr) ist eine französische Gemeinde mit 203 Einwohnern (Stand: 1. Januar 2022) im Département Hautes-Pyrénées in der Region Okzitanien; sie gehört zum Arrondissement Bagnères-de-Bigorre und zum Gemeindeverband Neste Barousse. Die Einwohner werden Nestéens genannt.

## Geografie

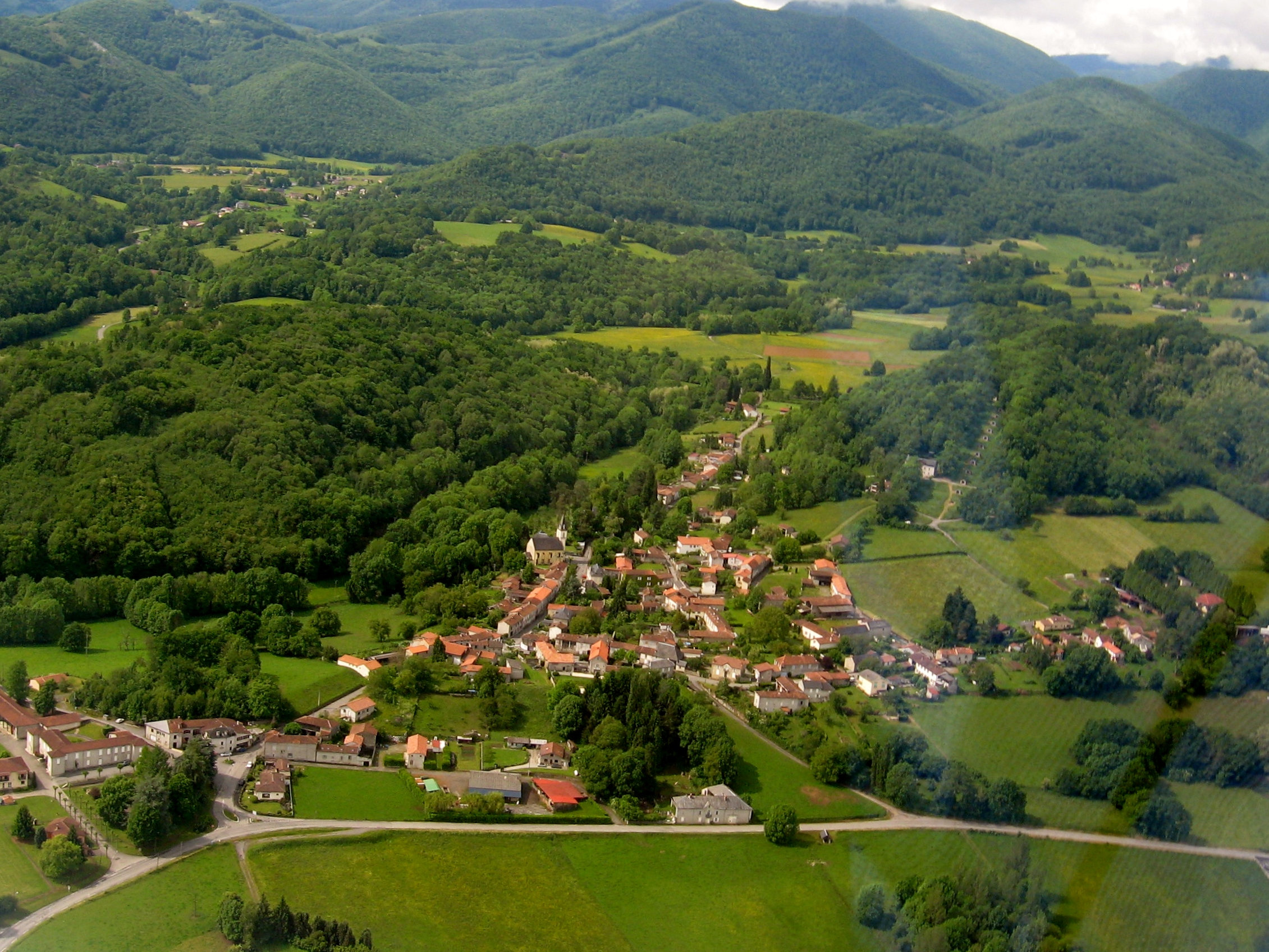
Blick auf Nestier

Die Gemeinde Nestier liegt im am weitesten nach Norden ausgreifenden Ausläufer der Pyrenäen zwischen den Landschaften Comminges und Plateau von Lannemezan, elf Kilometer südwestlich von Lannemezan und rund 24 Kilometer westlich der Stadt Saint-Gaudens. Im Norden reicht das 4,94 km² große Gemeindegebiet an das rechte Ufer des Flusses Neste heran. Das Dorf Nestier entstand an der Stelle, an der das Flüsschen Pontic in die Neste-Ebene eintrat. Der Pontic wurde allerdings zur Umgehung eines Steinbruches weiter nach Nordosten umgeleitet und fließt über den Merdan erst in der Gemeinde Aventignan in die Neste. Zur Gemeinde gehören neben der Hauptsiedlung Nestier (500 m) noch die Ortsteile Cap de la Bielle (510 m) und Capont (515 m). Eingerahmt wird das Dorf Nestier von zwei bewaldeten Bergkuppen: dem Mont Arès (604 m) im Südwesten und dem Monsaoux (564 m) im Süden. In der Gemeinde finden sich Wiesen, Äcker und Gehölze in stetigem Wechsel, im Südosten und um die genannten Bergkuppen gibt es etwas größere Waldgebiete. Umgeben wird Nestier von den Nachbargemeinden Anères und Saint-Laurent-de-Neste im Norden, Montégut im Osten, Bize im Süden sowie Hautaget im Westen.

## Toponymie
Nestier (der an der Neste wohnt) ist vermutlich ein vorlateinischer Ortsname, der auf das vorindoeuropäische Hydronym nesta (= Fluss) zurückgeht. Sein Ursprung wäre somit aquitanisch oder baskisch-aquitanisch.
Der Name des Ortsteils Cap de la Bielle ging aus dem Gaskognischen hervor und heißt übersetzt etwa Ende der Siedlung.
Der höchste Punkt in der Gemeinde, der 604 m hohe Mont Arès könnte auf den griechischen Kriegsgott Ares zurückgehen. Diese These ist unter den Sprachforschern aber umstritten; die Befürworter führen an, dass der Ursprung des Wortes Pyrenäen im griechischen Namen Pyrene zu finden sein könnte.

## Geschichte
In der Zeit des Mittelpaläolithikums (vor ca. 50.000 Jahren) lebten nomadische Neandertaler im Gebiet um Nestier, was durch die Untersuchungen in den 1960er Jahren in der Höhle von Cap de la Bielle nachgewiesen wurde, obwohl Teile der Höhle bis in die 1950er Jahre zerstört wurden, weil man hier Gips abbaute.
Die Höhle ist eine der wenigen in Frankreich mit einer sauberen stratigraphischen Abfolge. Hier wurde zum Beispiel die Anwesenheit des Rentiers bewiesen und es wurden zahlreiche Artefakte gefunden, darunter Zerkleinerungswerkzeuge und eine flache Kernscheibe.
Im Jahr 1872 wurden fünf Dolmen in Nestier und Umgebung aus der Bronzezeit identifiziert. Darüber hinaus fand man eine bronzene Axt und ein Dorfbewohner entdeckte die Überreste eines gallischen Friedhofes. Dazu kamen zwei Tumuli an der Neste zwischen Nestier und Saint-Laurent-de-Neste. Von einigen lokalen Forschern wird angenommen, dass sich nahe Nestier ein frühes vorrömisches Oppidum befand. Sie stützen sich dabei auf aquitanisch-römische Überreste eines Burghügels und einer primitiven Festung. Schließlich befinden sich in der Mauer des Parks an der Kirche Steine eines aquitanisch-römischen Votivaltars.
Im 13. Jahrhundert gehörten die Ländereien um Nestier zur Provinz Guyenne, an der Grenze von Bigorre und Comminges gelegen, der Diözese Comminges und bis 1398 der Herrschaft von La Barthe-de-Neste angehörig. Nestier hatte schwer unter einer Pestepidemie und unter kriegerischen Auseinandersetzungen zu leiden, so unter dem Hundertjährigen Krieg, dem Krieg zwischen den Grafschaften Foix und Armagnac, dem zwischen Comminges und Bigorre, mehreren Plünderungen marodierender Söldner und unter Hungersnöten.
In der Zeit vor der Französischen Revolution wurden die Traditionen der Tischler und Weber begründet. Noch heute sind handgefertigte Möbel aus Nestier gefragt; die Weberei auf der Basis von Flachs, der damals um Nestier angebaut wurde, ist erloschen.
In Nestier wurden im 19. Jahrhundert auch Kerzen hergestellt, deren dicke geflochtene Dochte in lokal gewonnenem Nussöl getaucht waren. Gebrauchsfertig wurden sie dann in jedem Haus auf schmiedeeiserne Leuchter befestigt.
Ende des 19. Jahrhunderts legten die Dorfbewohner unter Leitung des Dorfpfarrers einen Kreuzweg mit mehreren Oratorien bergauf zum Mont Arès an. Dieser verfiel allerdings in den 1920er Jahren.
Im Ersten Weltkrieg fielen 19 Bewohner der Gemeinde Nestier, deren Namen auf dem 1927 errichteten Gefallenendenkmal (monument aux morts) zu finden sind.
Ab den 1930er Jahren hatte jedes Haus fließendes Wasser und Strom; Waschhäuser und kommunale Tränken erleichterten das Leben.
In letzten Viertel des 20. Jahrhunderts ging die Bevölkerungszahl der Gemeinde zurück: Bauernhöfe verschwanden allmählich, einige Häuser wurden als Zweit- oder Ferienwohnungen umgebaut. Zwischen 1980 und 1990 wurden die Oratorien auf dem Weg zum Mont Arès restauriert, und Anfang des 21. Jahrhunderts entstand ein großes Freibad neben dem Sportplatz in der Neste-Ebene.

### Bevölkerungsentwicklung
| Jahr      | 1962 | 1968 | 1975 | 1982 | 1990 | 1999 | 2011 | 2021 |
| --------- | ---- | ---- | ---- | ---- | ---- | ---- | ---- | ---- |
| Einwohner | 186  | 228  | 289  | 180  | 196  | 165  | 161  | 186  |

Im Jahr 1846 wurde mit 648 Bewohnern die bisher höchste Einwohnerzahl ermittelt. Die Zahlen basieren auf den Daten von cassini.ehess und INSEE.

## Sehenswürdigkeiten
- Rathaus (mairie), 1832–1834 mit einem Klassenzimmer der ersten Knabenschule aus dem Jahr 1850 erbaut, anfangs auch als Friedensgericht, heute auch für Hochzeiten und andere Feiern genutzt; die Schranke des Gerichtshofes von 1850 ist noch erhalten
- Haus der ehemaligen Mädchenschule aus dem Jahr 1850, später ein Nebengebäude des Mutterhauses der Schwestern vom Heiligen Josef von Tarbes im Kloster Cantaous; nach der Schließung 1903 von 1924 bis 1986 Haus der Grundschule
- Pfarrkirche Saint-Jean-Baptiste aus dem späten Mittelalter anstelle einer früheren aquitanisch-römischen Villa rustica errichtet; mit Restaurierungen 1792 und 1901; eine Glocke und drei Buntglasfenster stammen aus dem Jahr 1961; der Friedhof an der Kirche wurde Ende des 19. Jahrhunderts aufgegeben
- Gefallenendenkmal für die Toten des Deutsch-Französischen Keieges, des Ersten und Zweiten Weltkrieges sowie des Indochina-Krieges
- Kalvarienberg von Mont-Arès, Pfad auf den 604 m hohen Berg Mont-Arès mit mehreren Oratorien und der Kreuzweg-Kapelle (Chapelle haute du chemin de croix), erbaut 1860 bis 1870, Monument historique[17]
- zwei Waschhäuser (Lavoirs) und Viehtränken

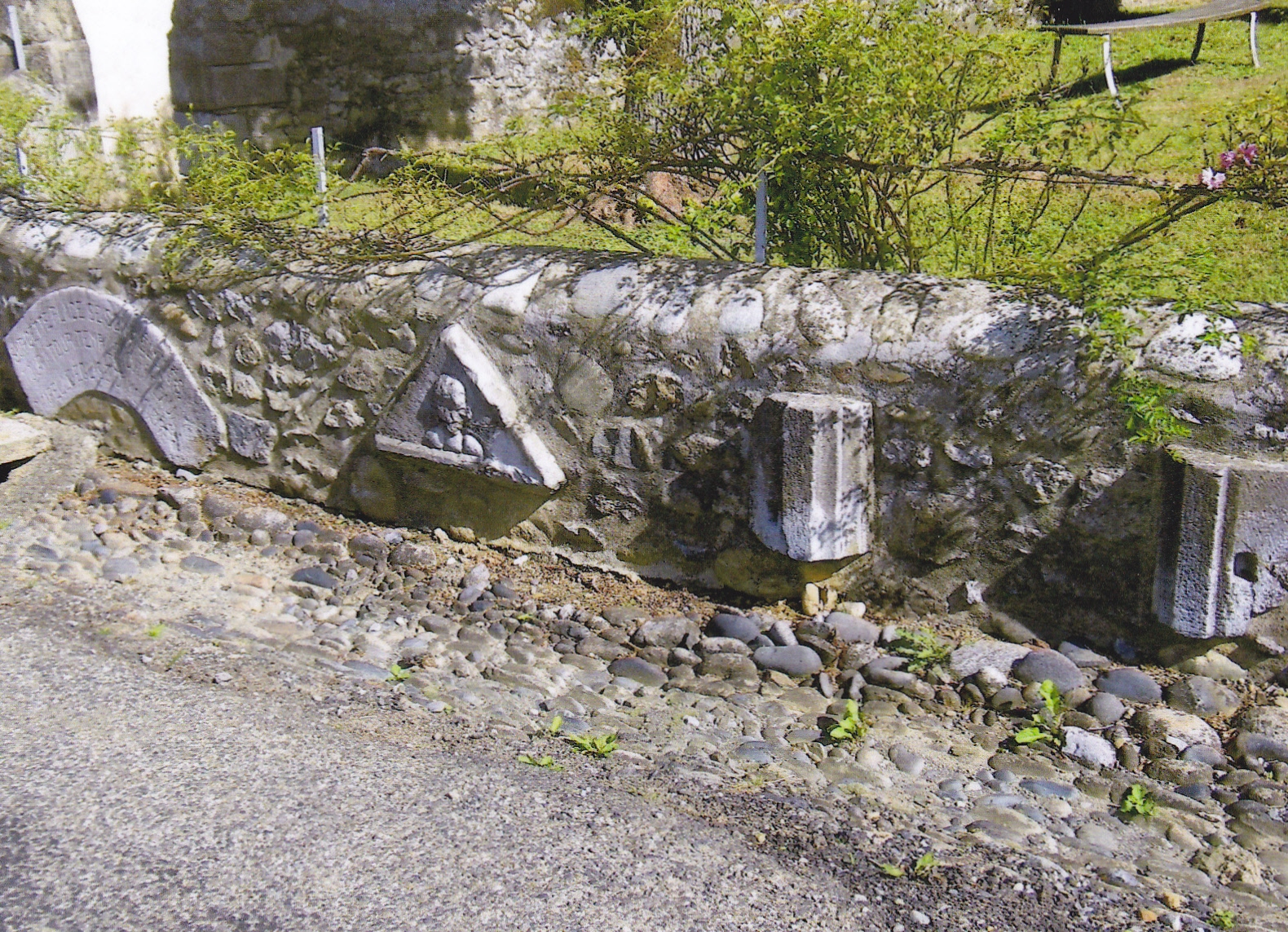
Steine eines aquitanisch-römischen Votivaltars an der Kirchenpark-Mauer
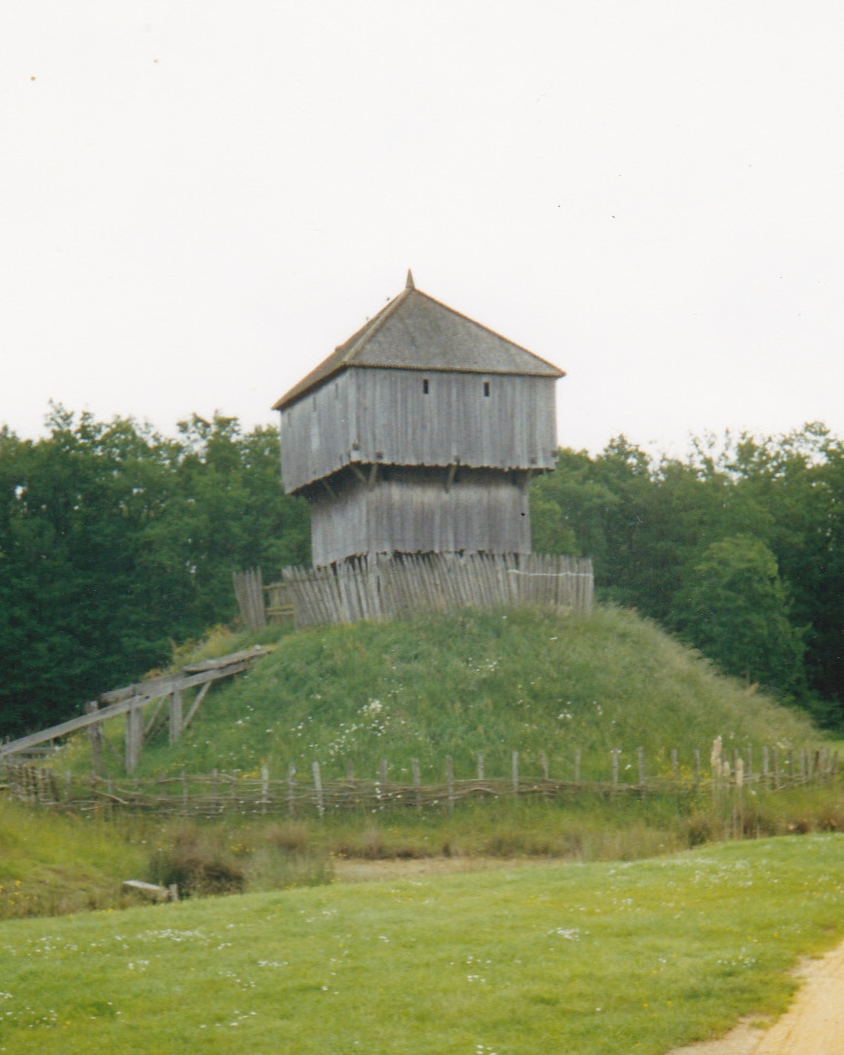
Nachbau des Burghügels und einer primitiven Festung aus aquitanisch-römischer Zeit
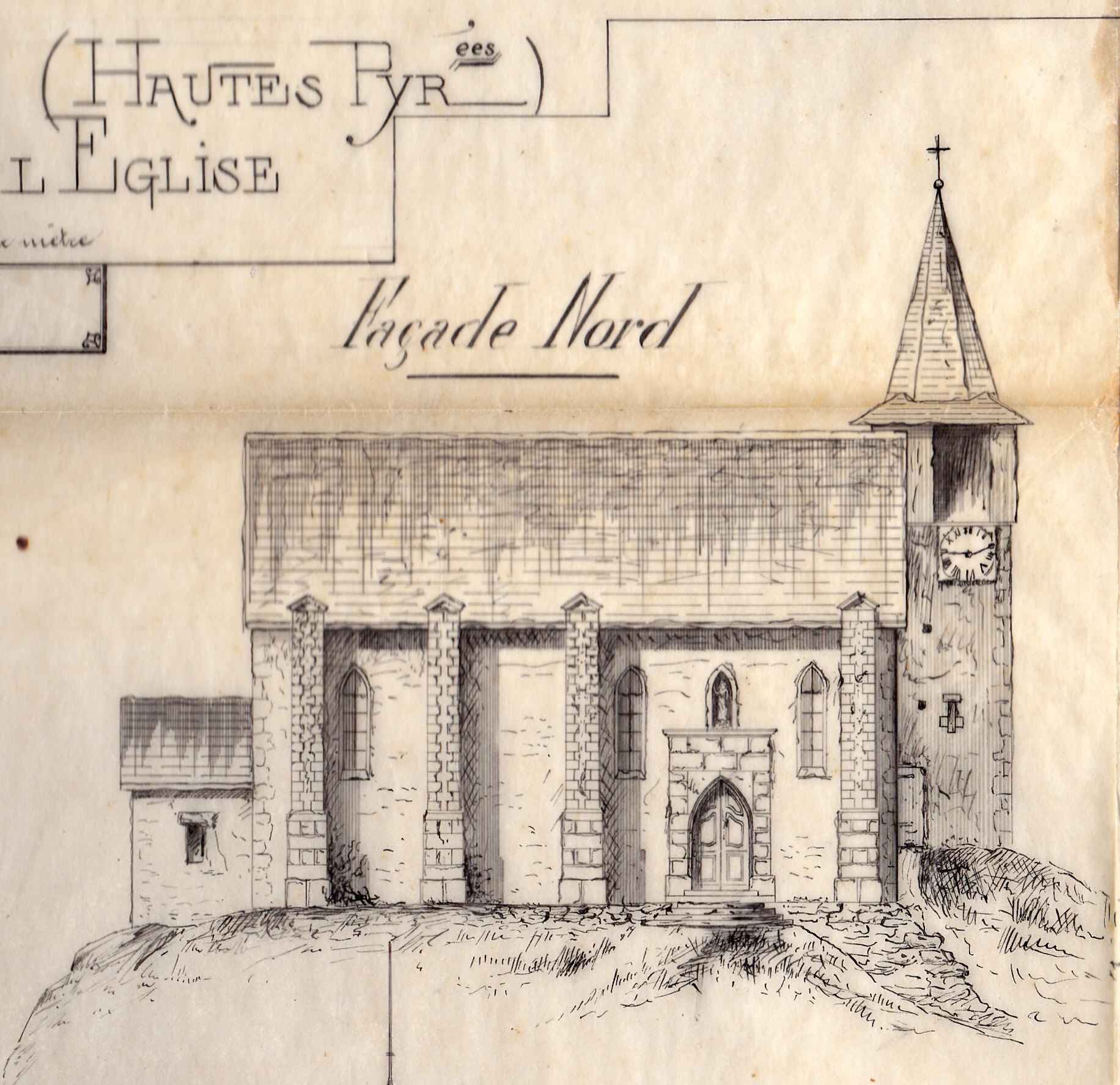
Nordfassade der Kirche zur Zeit der Restaurierung 1901
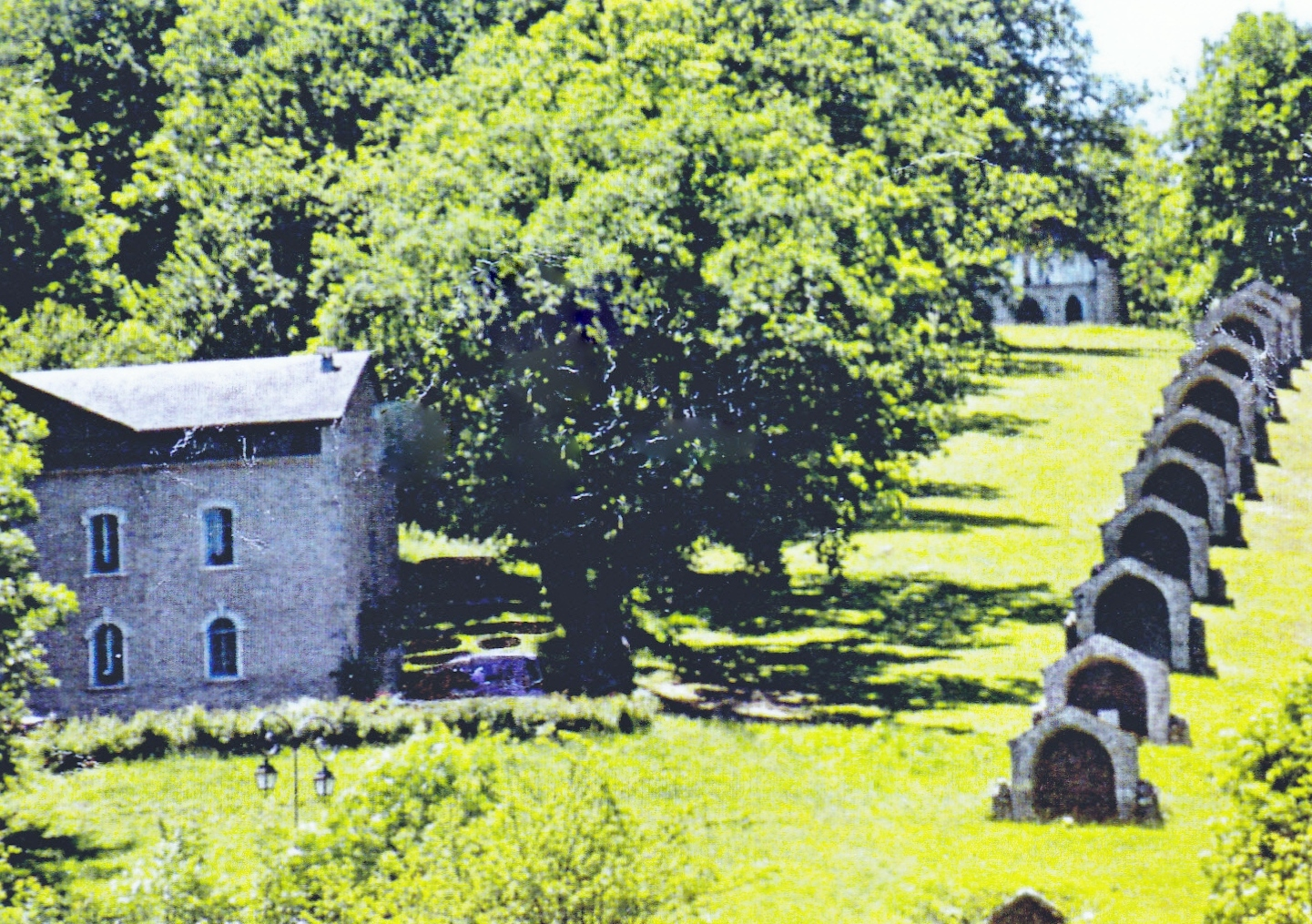
Oratorien-Reihe und Kapelle nach der Restaurierung
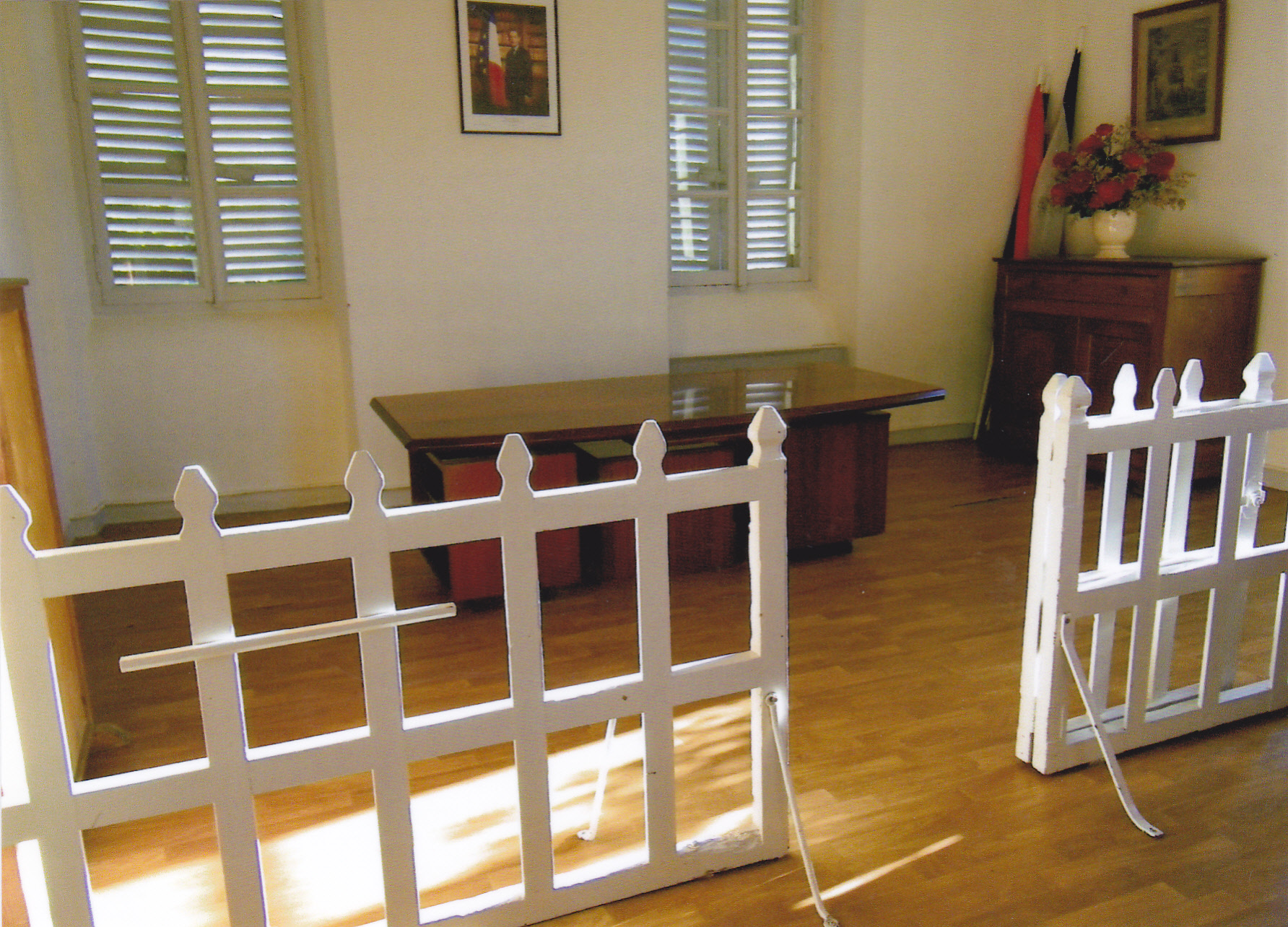
Schranke des Friedensgerichts im Rathaussaal
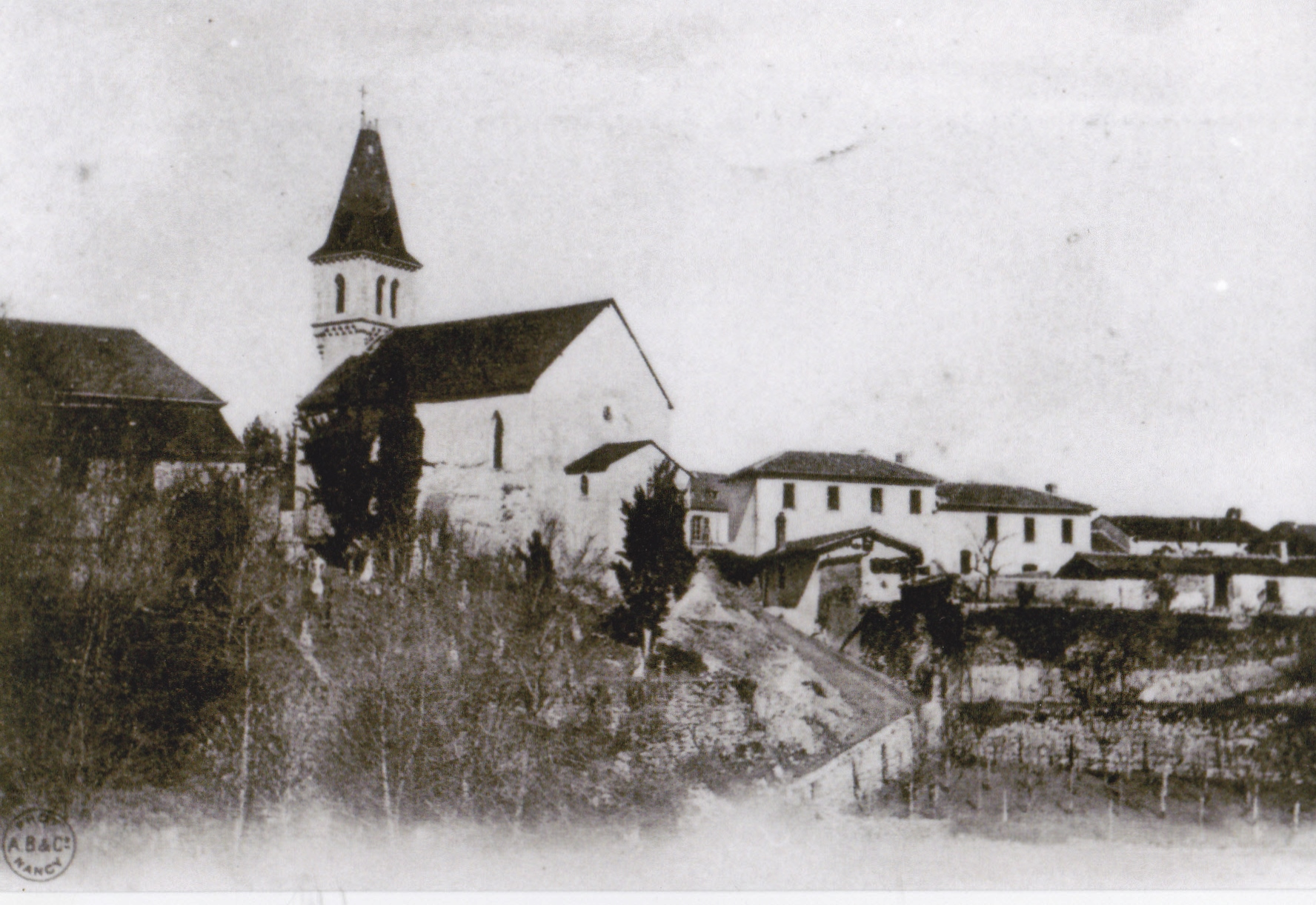
Pfarrkirche und alter Friedhof zu Beginn des 20. Jahrhunderts

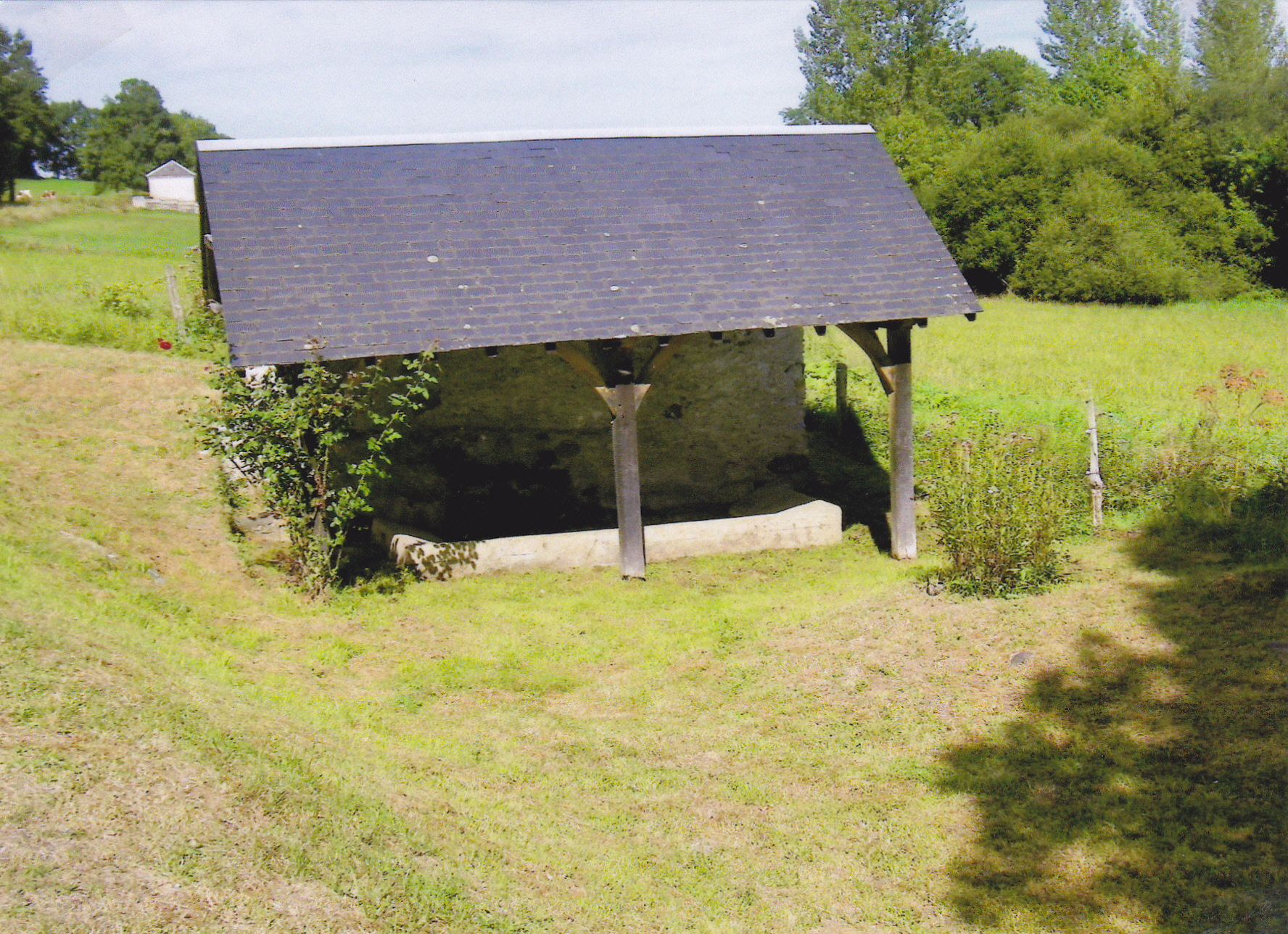
Lavoir und Viehtränke La Hounte
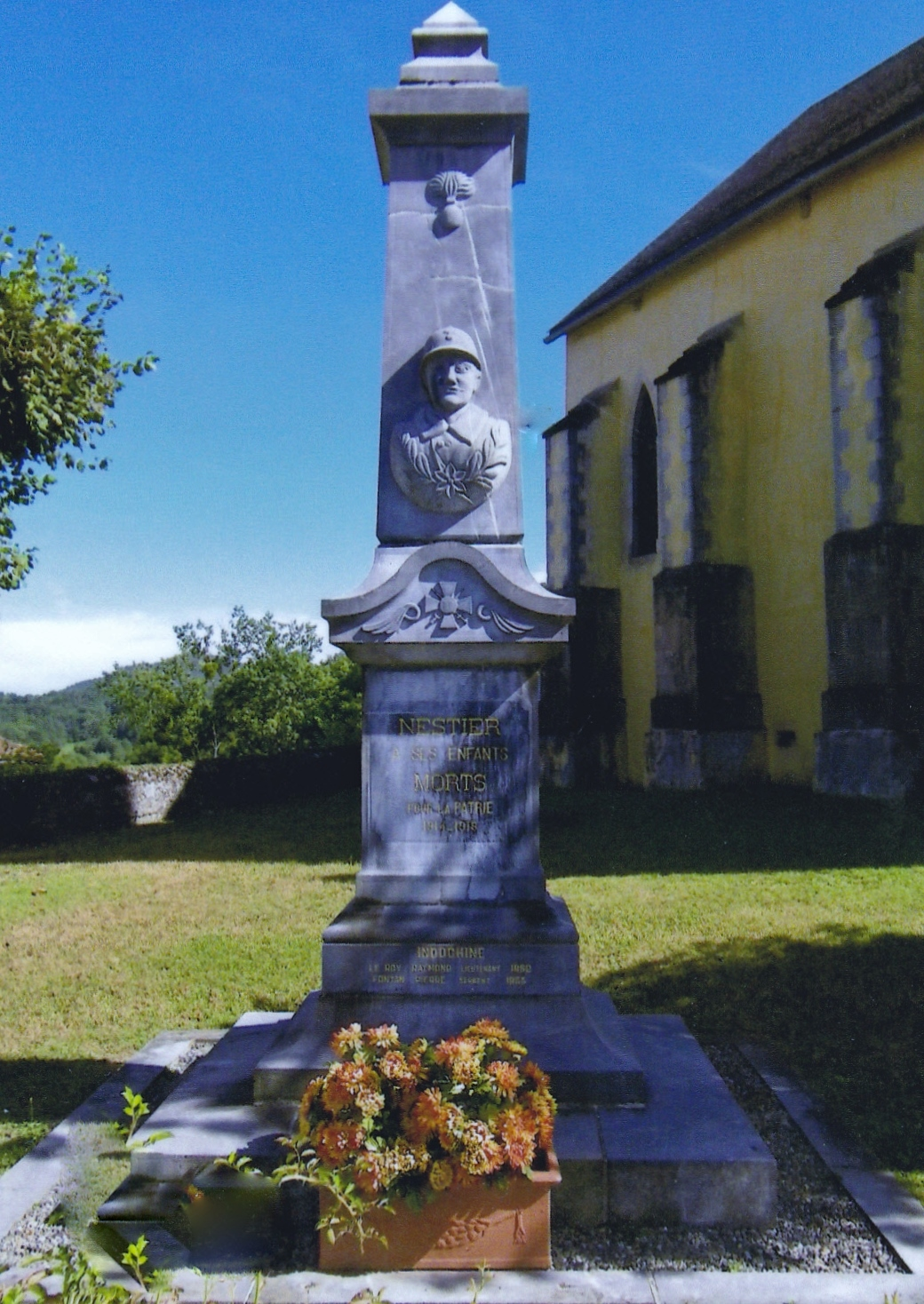
Gefallenendenkmal
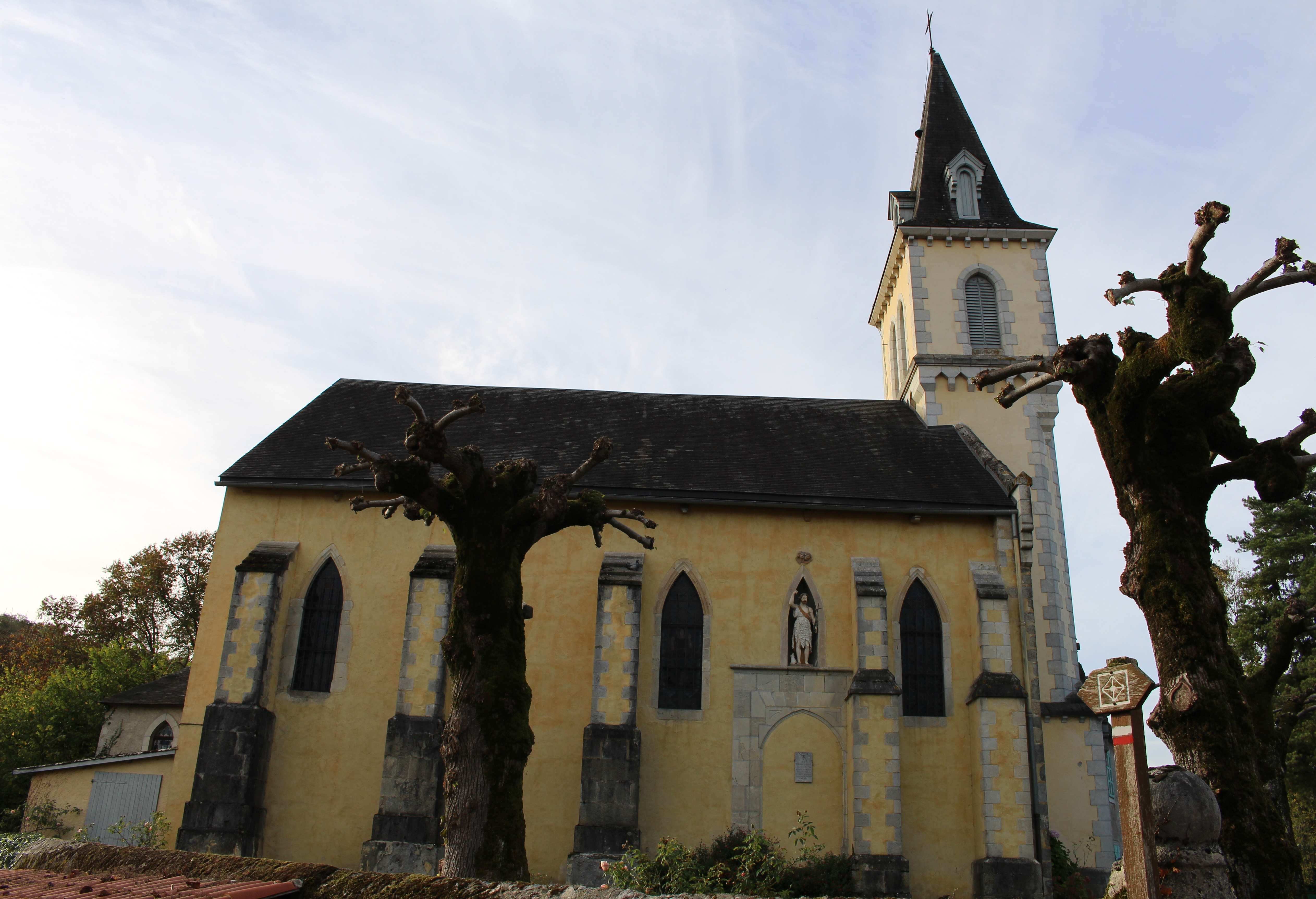
Kirche Saint-Jean-Baptiste
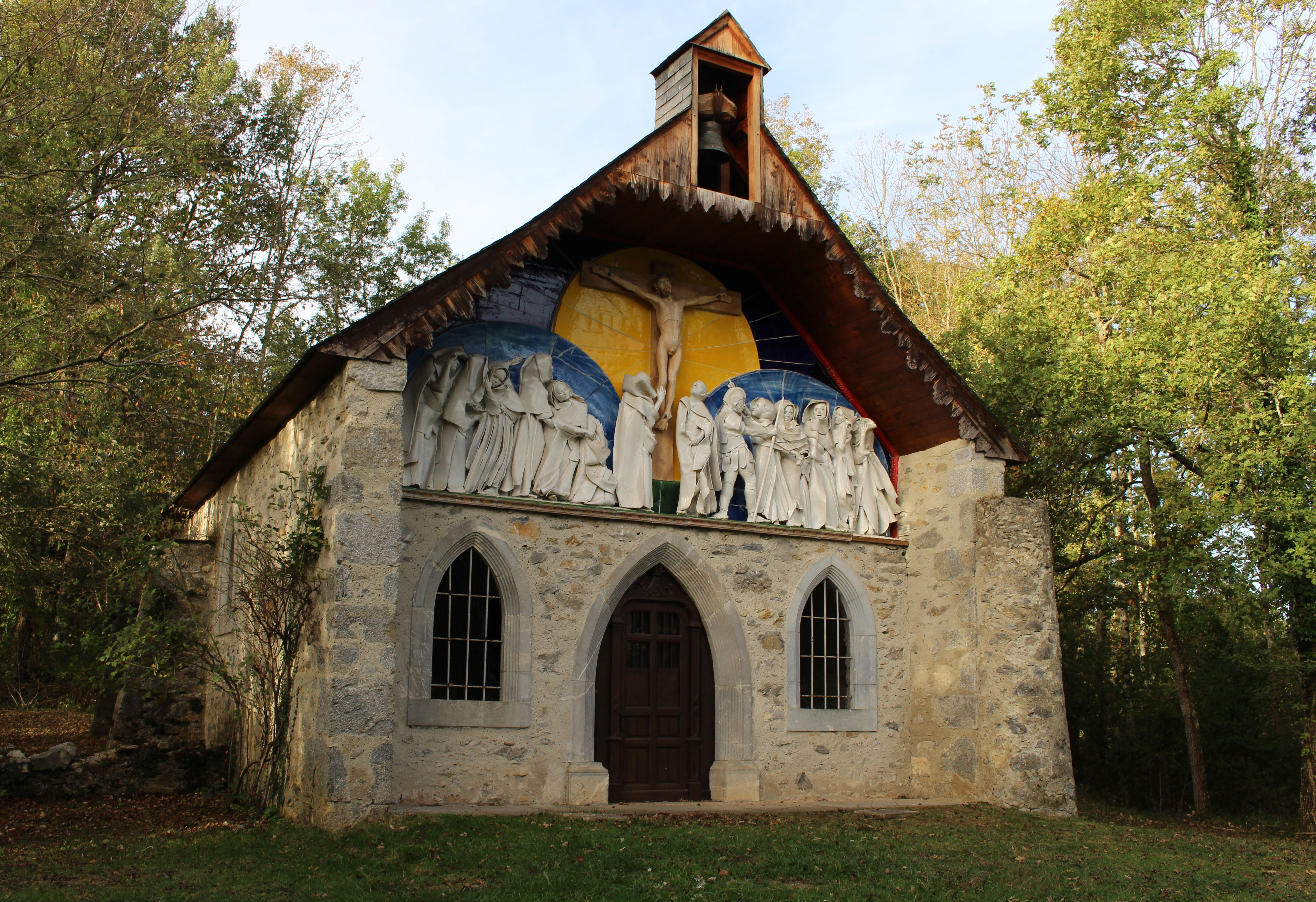
Kreuzweg-Kapelle (Chapelle haute du chemin de croix)
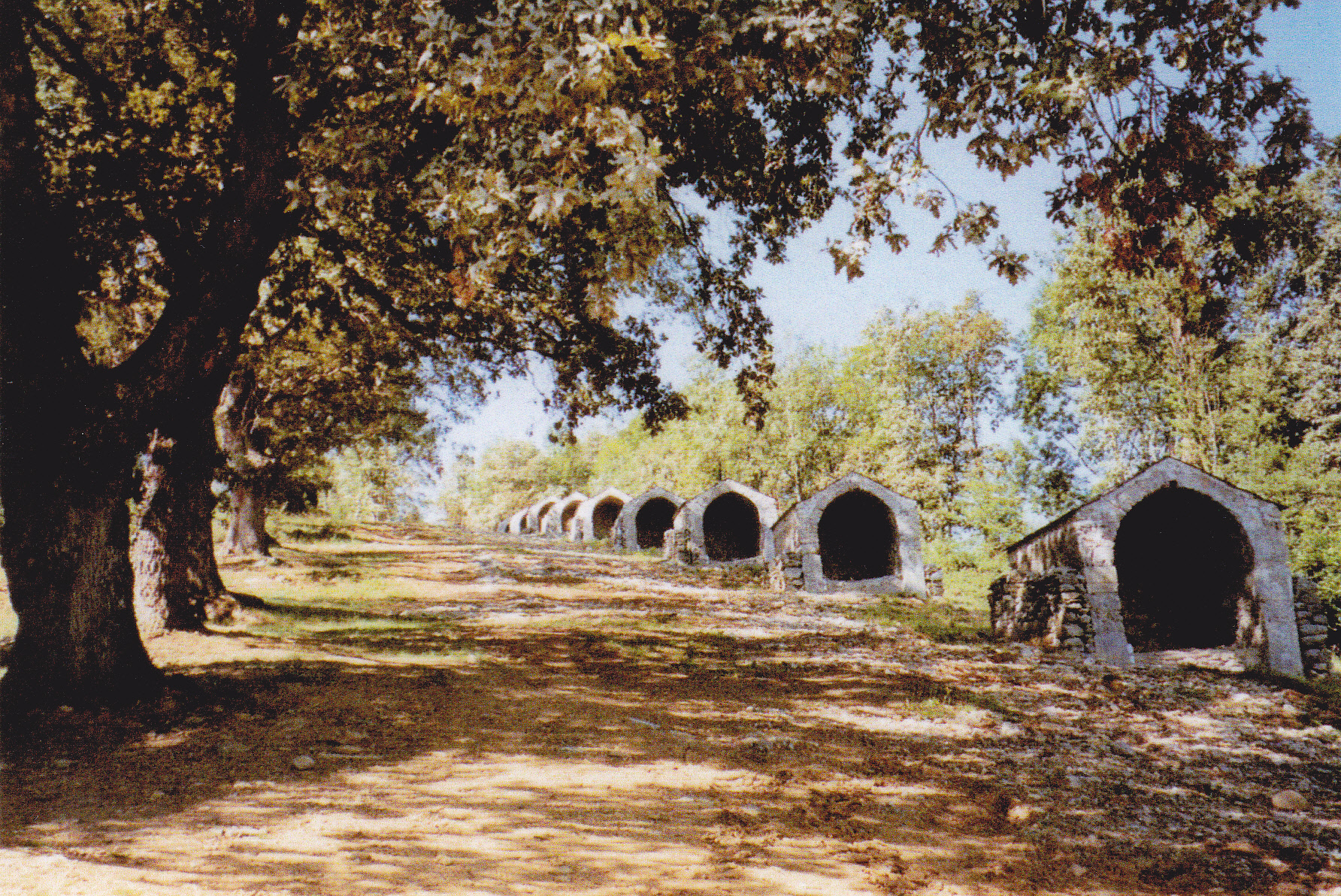
Oratorien auf dem Calvaire du Mont-Arès
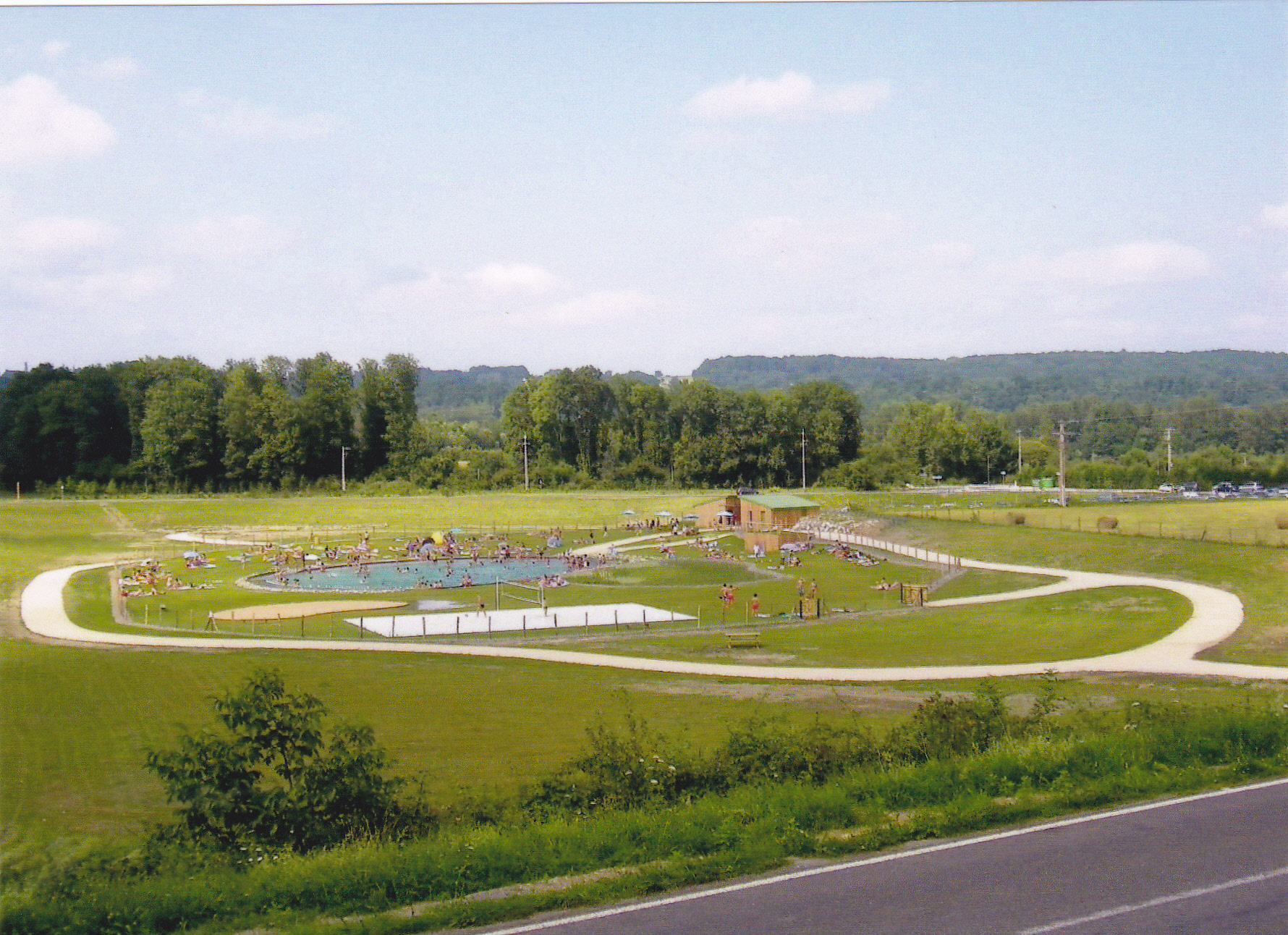
Freibad

## Wirtschaft und Infrastruktur
Nestier ist eine von der Landwirtschaft geprägte Gemeinde, in der sechs Landwirte ansässig sind, die hauptsächlich Viehzucht betreiben (Pferde, Milchkühe, Schafe, Ziegen).
Von Nestier aus bestehen Straßenverbindungen nach Anères, Saint-Laurent-de-Neste, Montégut, Bize und Hautaget. Im elf Kilometer entfernten Lannemezan gibt es einen Anschluss an die Autoroute A 64. Der Bahnhof Lannemezan liegt an der Bahnstrecke Toulouse–Bayonne.

## Belege
1. ↑  Dictionnaire des noms de lieux des Hautes-Pyrénées (DNLHP) und Toponymie Générale de la France (TGF) von M. R. Aymard und M. l'abbé Nègre, 1931.
2. ↑  Essai d'explication de micro-toponymie von D. Henry in der Revue de Comminges, 1995, S. 390.
3. ↑  Le Panthéon pyrénéen von M. Marliave und Pertuzé, 1990.
4. ↑  Pays des Nestes et de Comminges, des origines à nos jours von J. Brau, 2014.
5. ↑  Circonscription de Toulouse, Hautes-Pyrénées : Nestier, Campan, Montoussé, Sombrun von M. Méroc, Quellen: Gallia Préhistoire, Band 6, S. 208–216, Paris 1963; L'industrie lithique de la grotte du Cap de la Bielle à Nestier und Bulletin de la Société méridionale de spéléologie et de préhistoire, Band 10, S. 12–13, Toulouse 1964 sowie Circonscription de Toulouse, Hautes-Pyrénées : Nestier und Gallia Préhistoire, Band 10, S. 411, Paris 1967.
6. ↑  Études historiques sur le pays des Quatre-Vallées von M. Barifouse, 1874.
7. ↑  Dictionnaire toponymique des communes des Hautes-Pyrénées von M. Grosclaude und J.F. Le Nail, 2000.
8. ↑  Société Académique des Hautes – Pyrénées : Fête académique de Nestier – Résurrections archéologiques – Promenades archéologiques vom Mai 1899, Bulletin local, 2e série, 31e fascicule, S. 42, 43, 48.
9. ↑  Collectories de 1369 aus Revue de Comminges, 2001/03, Band 117, S. 346, 351, 371 in der Nationalbibliothek Frankreichs
10. ↑  Monographie villageoise von M. Barrère, 1887.
11. ↑  Monographie de Nestier; cahier destiné à l'école de Nestier, 1942–1949, Erster Teil: histoire locale von Madame Bize und archives communales
12. ↑  Monastère sur le Mont-Arès, 1860, Communauté des Olivétains de Saint-Bertrand-de-Comminges in der Revue Mabillon: archives de la France monastique, 1905, S. 203.
13. ↑  Monographie de Nestier; cahier destiné à l'école de Nestier, 1942–1949, Erster Teil: histoire locale von Madame Bize und archives communales
14. ↑  Freibad Nestier (französisch)
15. ↑  Nestier auf cassini.ehess
16. ↑  Nestier auf INSEE
17. ↑  Eintrag in der Base Mérimée des Kulturministeriums. Abgerufen am 23. Oktober 2019 (französisch).
18. ↑  Landwirtschaftsbetriebe auf annuaire-mairie.fr (französisch)